# デカン・ムジャーヒディーン
デカン・ムジャーヒディーン（英語: Deccan Mujahideen,　ウルドゥー語: دکن مجاہدین）は、イスラーム過激派組織の名称である。2008年11月26日に起きたムンバイ同時多発テロにおいて、電子メールにて犯行声明を出した。名前の意味については、「デカンの聖戦士」と訳される。
組織名から、南インドのデカン高原出身者のグループと推測する見方もあるが、この事件以前まで全く無名の組織であったこと、また事件直前に類似の名称のテロ組織「インディアン・ムジャーヒディーン」が同じような声明を出していたことから、この組織が捜査攪乱などを意図して名乗った偽名の組織ではないかとの見方が有力である。また、インドのテレビ局ではカシミール地方を拠点とするイスラーム過激派であるラシュカレ・タイバの関与を示唆する報道を行っていたが、ロイター通信によるとラシュカレ・タイバ自身は関与を否定したと報道している。